# West Cape May
West Cape May è un comune degli Stati Uniti d'America, situato nello stato del New Jersey, nella contea di Cape May.